# Leucocoryne modesta
Leucocoryne modesta är en amaryllisväxtart som beskrevs av Pierfelice Ravenna. Leucocoryne modesta ingår i släktet Leucocoryne och familjen amaryllisväxter. Inga underarter finns listade i Catalogue of Life.